# Podium rufipes
Podium rufipes är en biart som beskrevs av Fabricius 1804. Podium rufipes ingår i släktet Podium och familjen grävsteklar. Inga underarter finns listade i Catalogue of Life.